# Czarny i biały
Czarny i biały (Czarni i biali) / Black and white (ros. Блэк энд уайт (белое и черное), Błek end uajt (biełoje i czernoje)) – wczesny radziecki krótkometrażowy dźwiękowy film animowany z 1932 roku w reżyserii Iwana Iwanowa-Wano i Leonida Amalrika powstały na podstawie wiersza Władimira Majakowskiego „Czarni i biali”. Jest to destrukcyjny raport amerykańskiego rasizmu, pokryty kilkoma odważnymi obrazami graficznymi. Ścieżką dźwiękową filmu jest tradycyjna Negro spiritual zatytułowana „Sometimes I Feel like a Motherless Child”.
Film wchodzi w skład serii płyt DVD Animowana propaganda radziecka (cz. 1: Amerykańscy Imperialiści).

## Opis
Film opowiada o czarnoskórym robotniku z plantacji. Robotnik ten buntuje się przeciwko panującemu systemowi na Kubie, w którym to czarni ludzie muszą pracować bardzo ciężko, a profity ich pracy czerpią biali ludzie.
Film porusza problem rasizmu w Ameryce Południowej przemysłu cukrowniczego (tematy niesprawiedliwości rasowej, przemoc na tle rasowym). Film przedstawia czarnych mężczyzn jako ciężko pracujących robotników na polu, którzy są zakuci w łańcuchy, siedzą za kratkami, gdzie wykonuje się na nich egzekucje na krześle elektrycznym. Ostatnim obrazem filmu jest nazwisko Lenina.

Fabuła filmu dzieli amerykańskie społeczeństwo na dobrych i złych. Ci pierwsi to „wyzyskiwana klasa robotnicza” (robotnicy, Murzyni i bezrobotni). Tymi złymi są „wyzyskiwacze” - kapitaliści (właściciele fabryk, politycy i bankierzy).